# Дасслер, Рудольф
Рудольф Дасслер (нем. Rudolf Dassler; 26 марта 1898, Херцогенаурах, — 27 октября 1974, там же) — немецкий предприниматель. Основатель фирмы по производству спортивных товаров Puma, старший брат основателя фирмы Adidas Адольфа Дасслера.

## Биография
Родился в семье обувщика и прачки, у которых к тому времени уже были сын и дочь (в 1900 году родился четвёртый ребёнок Адольф). В детстве вместе с братьями развозил чистое белье заказчикам матери, а позже поступил на обувную фабрику, где работал его отец. В августе 1914 года вместе со старшим братом Фрицем был призван в армию и направлен на фронт в Бельгию, где провёл всю войну.
После демобилизации окончил полицейские курсы в Мюнхене и поступил на службу в окружное управление. Однако вскоре устроился распространителем товара на фарфоровую фабрику, а затем на нюрнбергское предприятие по торговле кожей. В 1923 году младший брат Адольф пригласил его в свою обувную фирму, открытую в 1920 году. В качестве долевого участия в капитале Рудольф внёс пишущую машинку.
1 июля 1924 года Рудольф и Адольф официально открыли обувную фирму Gebrüder Dassler, ставшую очень успешной. Адольф занимался вопросами производства, а Рудольф — вопросами продаж.
6 мая 1928 года Рудольф женился на восемнадцатилетней Фридль Штрассер. 15 сентября 1929 года у них родился сын Армин.
С 1932 года Рудольф голосовал за НСДАП (куда вместе с братьями вступил 1 мая 1933 года) и был одним из первых, кто поддержал нацистов в Херцогенаурахе.
Однако после летних Олимпийских игр 1936 года (на которых бегун Джесси Оуэнс, установивший мировой рекорд, выступал в шиповках Дасслеров) между Рудольфом и Адольфом появились разногласия — Рудольф отрицательно относился к постоянному усовершенствованию Адольфом и без того коммерчески успешных моделей, а Адольфа раздражало чересчур высокомерное и шумное поведение Рудольфа. Также причиной разногласий стали политические взгляды — Рудольф никогда не критиковал нацистов, а Адольф осмеливался не подчиняться их требованиям.
В июле 1939 года у Рудольфа и Фридль родился сын Герд.
С началом войны отношения между братьями ухудшились ещё больше, чему способствовало участие в стычках между ними их жен. В марте 1943 года в рамках «тотальной мобилизации» Рудольф был призван на военную службу и направлен в Глаухау, а в апреле был прикомандирован к таможенному посту в городе Тушин, где, сославшись на мнимую куриную слепоту, получил должность в машинописном бюро. В январе 1945 года он бежал от наступающей Красной армии назад в Херцогенаурах. В апреле он был арестован гестапо за дезертирство, так как не явился по вызову СД. Во время транспортировки в концлагерь Дахау он был освобождён американскими солдатами. Но 25 июля он был арестован оккупационными властями за сотрудничество с гестапо и отправлен в американский лагерь для интернированных в Хаммельбурге. При этом американцы сообщили ему, что его арестовали по доносу, в котором Рудольф заподозрил Адольфа.
Однако 31 июля 1946 года Рудольф был выпущен на свободу, как не представляющий угрозы для безопасности. Незадолго до этого в отношении Адольфа началась процедура денацификации, и после освобождения из лагеря Рудольфа допросили по этому делу. На допросе он заявил, что по инициативе Адольфа на фабрике было организовано производство военной продукции, а сам Адольф выступал перед работниками с политическими речами. В итоге следствие признало Адольфа «обвиняемым», после чего братья решили как можно скорее разделить предприятие и в апреле 1948 года разъехались окончательно. Их новые фирмы находились на разных берегах реки Аурах, протекающей через Херцогенаурах. В результате сложилась уникальная ситуация, когда штаб-квартиры двух крупнейших производителей спортивных товаров находятся в нескольких сотнях метров друг от друга.
Сначала Рудольф зарегистрировал свою фирму под названием Ruda (первые слоги имени «Rudolf Dassler»), но в октябре 1948 года сменил его из-за неблагозвучности на Puma (в фильме «Дуэль братьев. История Adidas и Puma» 2016 года утверждается, что «Пума» — кличка Рудольфа в молодости из-за многочисленных любовных похождений).
Рудольф Дасслер внёс решающий вклад в совершенствование бутс, разработав первую готовую к серийному производству обувь с навинчивающимися шипами. К разработке этого проекта, начавшейся в 1949 году, были привлечены многие футбольные эксперты. К старту футбольного сезона 1952/53 годов была выпущена успешная модель «Super Atom», которую носили игроки таких немецких клубов, как дортмундская «Боруссия», франкфуртский «Айнтрахт», «Штутгарт» и «Кайзерслаутерн», — в том числе будущие игроки сборной Хорст Эккель и Вернер Либрих. Уже к следующему футбольному сезону 1953/54 годов на рынке появилась усовершенствованная модель шиповок под названием «Brasil». 23 мая 1954 года в финальном матче чемпионата ФРГ между «Ганновером 96» и «Кайзерслаутерном», завершившемся победой ганноверцев, восемь игроков-победителей были обуты в бутсы этой модели.
Однако после того, как в том же году сборная ФРГ по футболу выиграла финальный матч чемпионата мира по футболу, выступая в обуви Adidas, преимущество Адольфа в войне между братьями стало неоспоримым. Тем не менее Рудольф продолжал войну, неоднократно подавая в суд иски против Adidas. Так, после чемпионата мира по футболу 1958 года Рудольф заявил, что слоган «Adidas — лучшая в мире спортивная обувь!» вводит всех в заблуждение, поскольку выигравшая чемпионат сборная Бразилии выступала в обуви Puma, потребовал удалить слоган с документов и из рекламных проспектов и выиграл дело. В свою очередь, Adidas регулярно инициировала судебные процессы против Puma, обвиняя их в воровстве технологий. Адольф шутил: «Если бы на Рудольфе каждый раз оставалась дырка, когда я ему давал пинок и говорил: „Эй, это же мое изобретение“, он сейчас выглядел бы как швейцарский сыр».
В начале 60-х годов у Рудольфа начались трения с сыном Армином, публично критикующим консервативные методы отца. Рудольф выделил сыну средства на покупку фабрики в Зальцбурге для обслуживания австрийского рынка, но отказался выступить поручителем для австрийских банков. В сентябре 1964 года Армин женился во второй раз, но отец не приехал на свадьбу, не желая прерывать свой отпуск. Однако вскоре он попросил Армина вернуться домой для помощи в руководстве компанией. Младший же сын Рудольфа Герд был послан во Францию для организации дочерней фирмы.
За несколько месяцев до чемпионата мира по футболу 1970 года Армин Дасслер принял на работу проживающего в Рио-де-Жанейро журналиста Ганса Геннингсена, имевшего обширные связи в южноамериканском футболе, чтобы он убедил как можно больше южноамериканских футболистов выступать в бутсах Puma. Однако Геннингсену было приказано не обсуждать данную сделку с Пеле. Это объяснялось тем, что Армин и Хорст (сын Адольфа) ранее заключили тайное соглашение, согласно которому обязались не переманивать друг у друга футболистов, а также не заключать контракта с Пеле, чтобы избежать скачка сумм рекламных контрактов. Однако Пеле, знавший о соглашениях других бразильских футболистов с Puma, высказал Геннингсену свои претензии, и тот решил проигнорировать запрет и представил проект контракта Армину, который в итоге не устоял перед искушением. Возмущенный Хорст устроил скандал, после которого война отцов переросла в войну сыновей.
Тем не менее в начале 70-х Адольф и Рудольф встречались втайне от всех несколько раз. В сентябре 1974 года у Рудольфа был обнаружен рак лёгких. За несколько часов до смерти Рудольфа священник позвонил Адольфу на виллу и попросил приехать проститься с братом. Адольф отказался, но попросил передать, что прощает Рудольфа. Официальный релиз Adidas по поводу смерти гласил: «Семья Адольфа Дасслера не хотела бы давать никаких комментариев по поводу смерти Рудольфа Дасслера».
Согласно уставу фирмы после смерти отца Армин получал 60 % акций, а Герд — 40 % и всю оставшуюся часть имущества семьи. Но перед смертью Рудольф изменил завещание, назначив Герда единственным наследником. Армин оспорил последнюю волю отца и выиграл дело, поскольку согласно принятому ранее решению Верховного суда ФРГ устав коммандитного товарищества имел преимущество перед завещанием.
Несмотря на то, что Рудольф был по натуре активным и коммуникабельным продавцом, при его жизни Puma оставалась небольшой провинциальной компанией. Международный успех пришёл к ней уже после его смерти, когда её возглавил Армин Дасслер.

## В кинематографе
В 2016 году по мотивам жизни братьев Дасслеров был снят художественный фильм «Дуэль братьев. История Adidas и Puma». Роль Рудольфа Дасслера сыграл Торбен Либрехт.